# Romont (Vosges)
Romont település Franciaországban, Vosges megyében. Lakosainak száma 362 fő (2022. január 1.). Romont Bult, Hardancourt, Moyemont, Padoux, Rambervillers, Roville-aux-Chênes, Saint-Maurice-sur-Mortagne és Vomécourt községekkel határos.

## Népesség
A település népessége az elmúlt években az alábbi módon változott:
| Lakosok száma | 366  | 386  | 407  | 391  | 381  | 375  | 369  | 364  | 362  |
|               | 2013 | 2015 | 2016 | 2017 | 2018 | 2019 | 2020 | 2021 | 2022 |